# Europastraße 70
Die Europastraße 70 (kurz: E 70) ist eine von West nach Ost verlaufende Europastraße und führt von A Coruña in Spanien durch Frankreich, Italien, Slowenien, Kroatien, Serbien, Rumänien, Bulgarien, Türkei bis Poti in Georgien.
In Bulgarien endet die E 70 bei Warna am Schwarzen Meer und wird über eine Fährverbindung, etwa 730 Kilometer Luftlinie bis Samsun, an die Türkei angebunden. Von A Coruña in Spanien bis Trabzon in der Türkei ist die E 70  5114 Kilometer lang. Poti in Georgien ist etwa 270 km von Trabzon entfernt, somit ist die Europastraße 70 mit insgesamt rund 5384 Kilometer eine der längsten Europastraßen.

## Länge der Teilstrecken
- Spanien ca. 686 km
- Frankreich ca. 989 km
- Italien ca. 681 km
- Slowenien ca. 186 km
- Kroatien ca. 306 km
- Serbien ca. 205 km
- Rumänien ca. 695 km
- Bulgarien ca. 186 km
- Türkei ca. 450 km
- Georgien ca. 150 km

## Städte und Dörfer an der E70
in SpanienA Coruña – Baamonde – Canero – Avilés – Serin – Oviedo – Torrelavega – Valdecilla – Bilbao – Donostia (San Sebastián) – Irún
in FrankreichBiarritz – Bayonne – Bordeaux – Brive-la-Gaillarde – Clermont-Ferrand – Saint-Etienne – Lyon – Chambéry – Fréjus-Straßentunnel
in ItalienTurin – Alessandria – Brescia – Verona – Padua – Mestre – Triest – Fernetti (Monrupino)
in SlowenienFernetiči – Divača – Ljubljana – Obrežje
in KroatienBregana – Zagreb – Slavonski Brod – Županja – Lipovac
in SerbienBatrovci – Sremska Mitrovica – Ruma – Belgrad – Pančevo – Vršac – Vatin
in RumänienDeta – Timișoara – Lugoj – Caransebeș – Orșova – Drobeta Turnu Severin – Craiova – Slatina – Pitești – Bukarest – Giurgiu
in BulgarienRusse – Rasgrad – Schumen – Warna
in TürkeiSamsun – Altınordu – Giresun – Trabzon – Rize – Ardeşen – Arhavi – Sarp
in GeorgienSarpi – Batumi – Poti

## Bilder

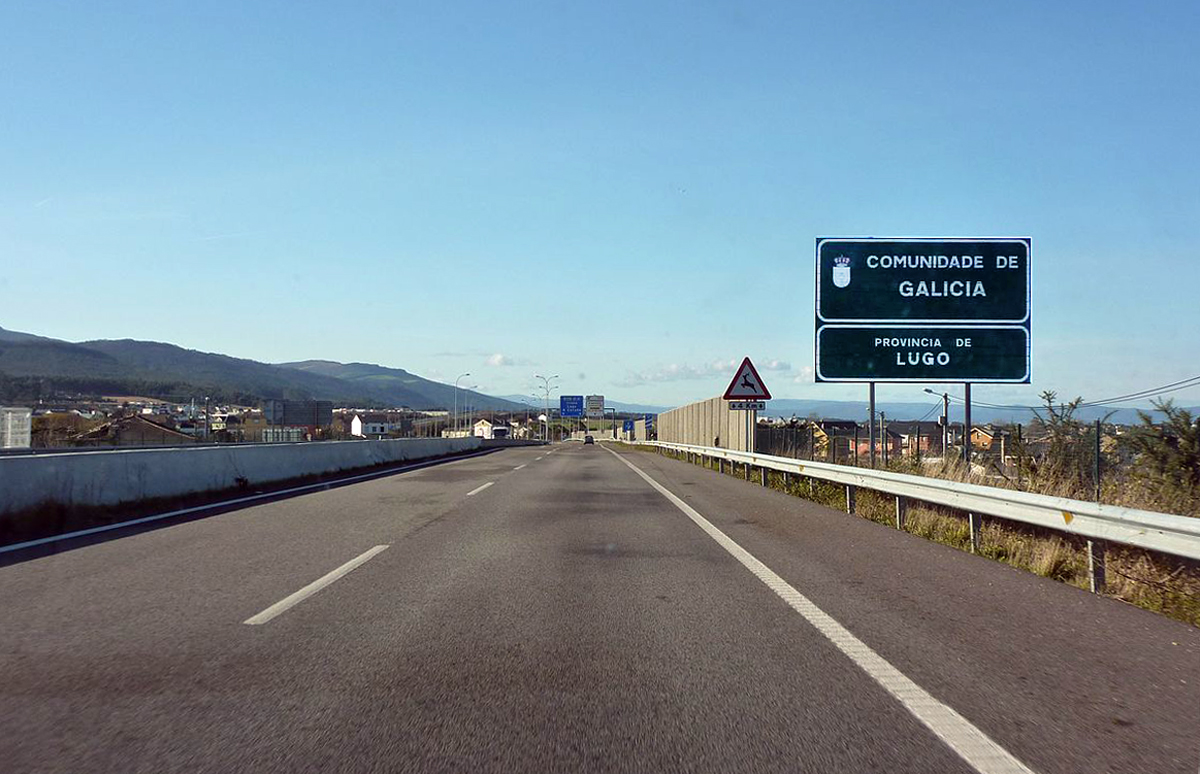
E 70 als AP-8 an der Grenze zu Galicien, Spanien
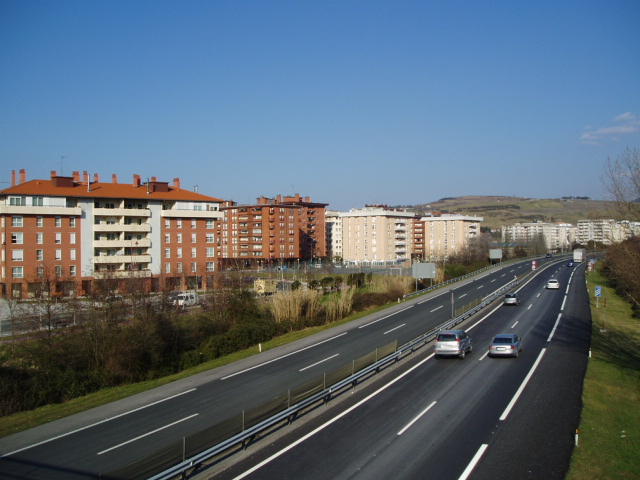
E 70 als AP-8 in Zarautz, Spanien
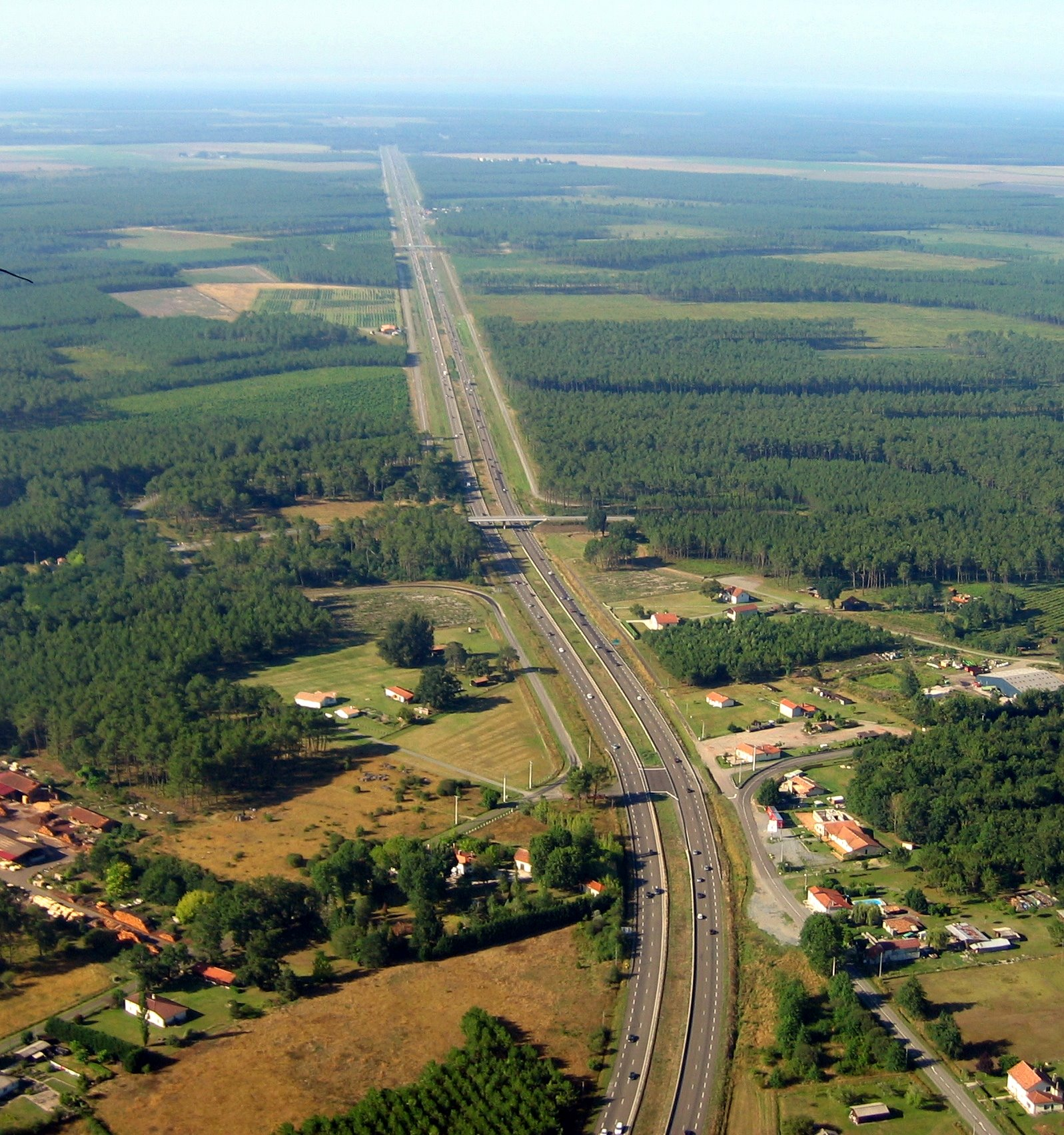
E 70 als Nationalstraße 10 in Frankreich
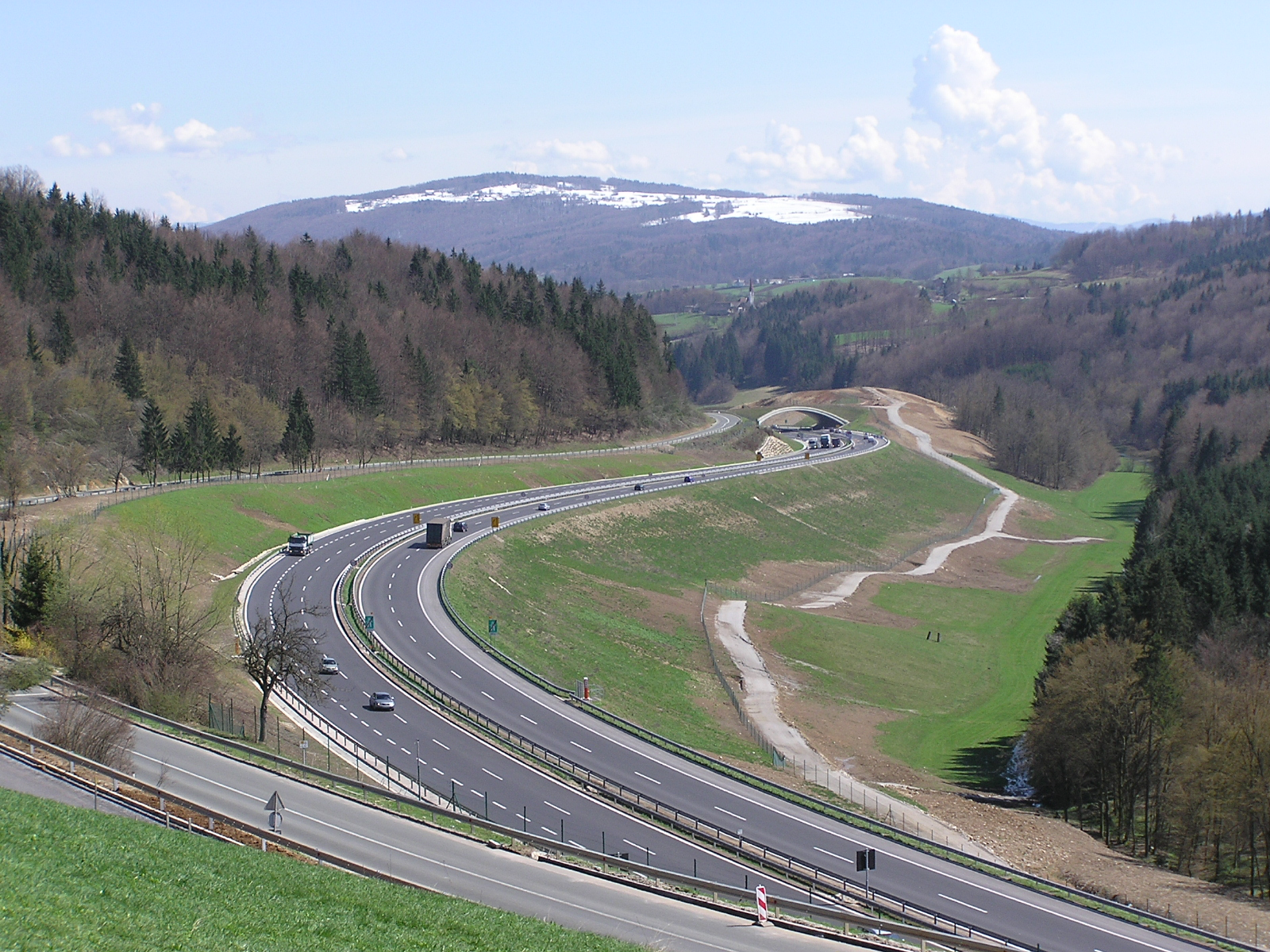
E 70 als Autobahn A 2 in Slowenien
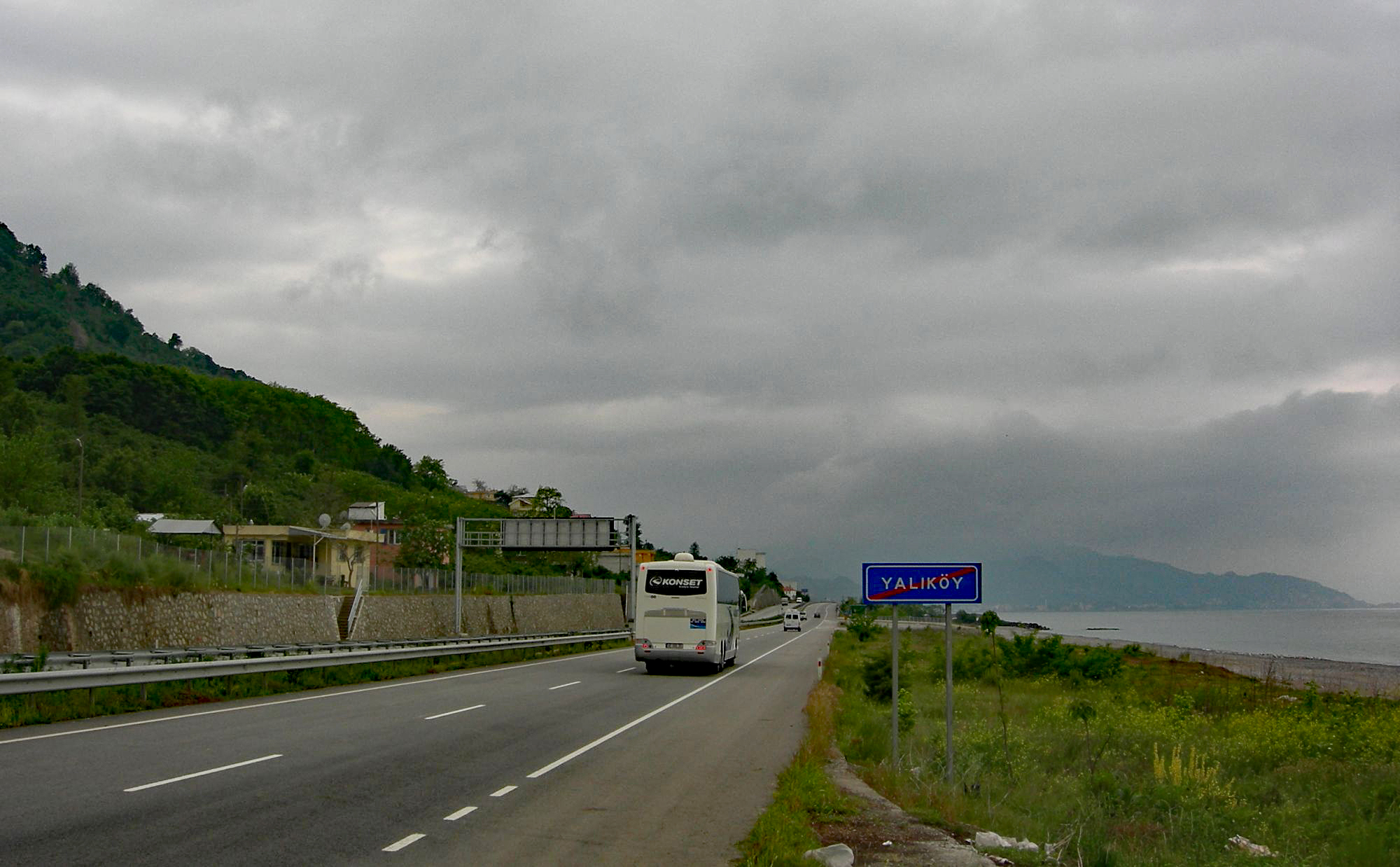
E 70 bei Tirebolu an der türkischen Schwarzmeerküste